# Nationale Postcode Loterij
Nationale Postcode Loterij ("Національна лотерея поштових індексів") — це найбільша благодійна лотерея в Нідерландах. Вона була заснована у 1989 році компанією Novamedia, маркетинговим агентством, яке створює та керує благодійними лотереями Сорок відсотків прибутку від цієї лотереї розподіляються серед 81 благодійної організації, що у 2010 році склало понад 270 мільйонів євро.
Переможцями стають власники лотерейних квитків, чий поштовий індекс, частина адреси переможця, був витягнутий. Таким чином, навіть якщо ви не брали участі, ви можете дізнатися, що виграли б, якби грали. Очікування постдецизійного жалю впливає на рішення взяти участь у лотереї поштових індексів. До 2012 року було заборонено використовувати поштовий індекс для комерційних цілей, і в тому ж році уряд дозволив використовувати поштовий індекс комерційно.
Novamedia розширила формат Postcode Lottery на кілька європейських країн:
- 2015: Svenska Postkodlotteriet у Швеції, People’s Postcode Lottery у Великій Британії.
- 2016: Deutsche Postcode Lotterie у Німеччині.
- 2018: Norsk Postkodelotteri у Норвегії.

## Амбасадори
Кілька відомих осіб підтримують лотерею та були призначені амбасадорами, серед них:
Амбасадори
- Гастон Старревелд
- Умберто Тан
- Вінстон Герштановіц
- Кароліне Тенсен
- Квінті Трустфул
- Ніколетт ван Дам
- Мартейн Краббе
- Естер Верґер
- Ріхард Крайчек

Міжнародні амбасадори
- Рафаель Надаль, тенісист
- Білл Клінтон, чия Фундація Клінтона отримує кошти від Nationale Postcode Loterij[12]
- Джордж Клуні
- Надя Мурад
- Роджер Федерер
- Катаріна Вітт
- Мухаммад Юнус
- Емма Томпсон
- Сара Браун
- Найс Найлантеї Ленгете
- Деніc Муквеге

Покійні амбасадори
- Нельсон Мандела (перший міжнародний амбасадор Nationale Postcode Loterij)
- Йоган Кройф
- Десмонд Туту

## Прибутки, пожертвувані благодійним організаціям
Суми вказані в мільйонах євро:
- 2000 - 159.0
- 2001 - 177.1
- 2002 - 203.3
- 2003 - 217.4
- 2004 - 225.2
- 2005 - 212.5
- 2006 - 216.7
- 2007 - 226.0
- 2008 - 244.4
- 2009 - 256.5
- 2011 - 270.5

## Charities
Благодійні організації, що отримують кошти:

- Amnesty International
- AMREF Flying Doctors
- ARK
- Artsen Zonder Grenzen
- Bellingcat
- BiD Network
- BRAC
- Carbon War Room
- Clinton Foundation
- Cordaid Memisa
- Cordaid Mensen in Nood
- Dance4Life
- DARA (international organization)
- De12Landschappen
- Defence for Children-ECPAT
- De Provinciale Milieufederaties
- De Vrolijkheid
- Dierenbescherming
- Dokters van de Wereld
- Dutch Caribbean Nature Alliance
- European Partnership for Democracy
- Fairfood International
- Fair Trade Original
- Free Voice
- Fundación Rafa Nadal
- The Global Fund
- Goois Natuurreservaat
- Greenpeace
- Hivos
- Humanitas
- Human Rights Watch
- ICCO
- IMC Weekendschool
- IUCN Nederlands Comité
- IVN natuur- en milieueducatie
- Landelijke Vereniging van Wereldwinkels
- Landschapsbeheer Nederland
- Leprastichting
- Liliane Fonds
- Mama Cash
- Milieudefensie
- MYBODY
- Natuurmonumenten
- Nederlandse Rode Kruis
- Nelson Mandela Kinderfonds
- Oranje Fonds
- Oxfam Novib
- www.brac.net (nl)
- Peace Parks Foundation
- Plan Nederland
- Postcode Lottery Green Challenge
- Prins Claus Fonds
- Resto VanHarte
- Rocky Mountain Institute
- Save the Children Nederland
- Sea Shepherd Conservation Society
- Simavi
- Skanfonds
- Solidaridad
- SOS Kinder-dorpen
- Stichting AAP
- Stichting Buurtlink
- Stichting DOEN
- Stichting Max Havelaar
- Stichting Natuur en Milieu
- Stichting Vluchteling
- Stichting voor Vluchteling-Studenten UAF
- STOP AIDS NOW!
- Terre des hommes
- The Climate Group
- UNHCR
- UNICEF
- University for Peace
- Vereniging Nederlands ultuurlandschap
- VluchtelingenWerk Nederland
- Vogelbescherming Nederland
- Waddenvereniging
- War Child
- Wereld Natuur Fonds
- World Food Programme

## Діяльність в Україні
За період 2011-2018 років лотерея Nationale Postcode Loterij увійшла до п'ятірки найбільших приватних грантодавців в Україні згідно з базою даних Foundation Center. За цей період було надано майже 3 млн дол. США. .
Станом на лютий 2023 року повідомлялося, що голландський підрозділ пожертвував понад 100,6 мільйона євро (113,3 мільйона доларів) на підтримку роботи великих гуманітарних та правозахисних організацій в Україні, а загалом з Нідерландів, Швеції, Німеччини та Великої Британії було зібрано понад 155,2 мільйона євро (165,9 мільйона доларів) на допомогу українським організаціям і біженцям.
Згідно з даними Управління ООН з координації гуманітарних справ та ПРООН Nationale Postcode Loterij  виділила $66,5 млн (станом на 25 серпня 2024 року)
.